# ماکتسه

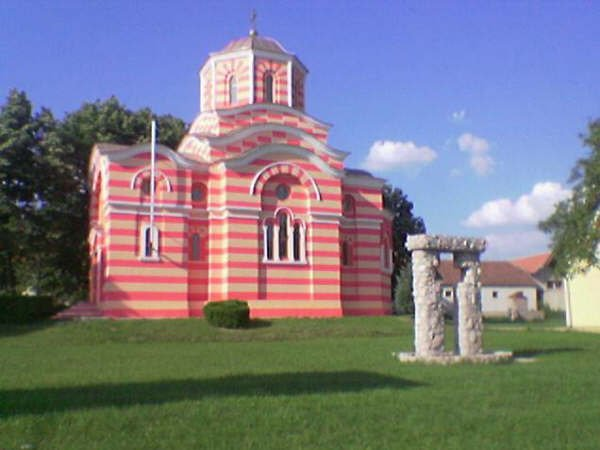
عکسی از ماکتسه در سال۲٠۱۴

ماکتسه (به صربی: Makce) یک منطقهٔ مسکونی در صربستان است که در ولیکو گردیشت واقع شده‌است. ماکتسه ۹۷۵ نفر جمعیت دارد.